# Strip Tease (album)
Albums de Diane Dufresne
Maman, si tu m'voyais...
tu s'rais fière de ta fille!
(1977) Turbulences
(1982)
Strip Tease est le cinquième album studio de la chanteuse québécoise Diane Dufresne. L'album contient plusieurs chansons qui sont entrés dans la culture québécoise, notamment "Le Parc Belmont" et "Hymne à la beauté du monde", qui font encore partie des spectacles de Diane Dufresne dans les années 2000. Considéré comme un de ses classiques, il montre la chanteuse au sommet de son art, comme le mentionne Mathieu Charlebois, qui a inséré cet album parmi les 35 meilleurs albums québécois sortis entre 1976 et 2011.
Le 2 octobre 2017, le label GSI Musique ressort l'album en version remastérisée sur les plateformes de téléchargement iTunes et Apple Music.
Le 1er décembre 2017, une édition CD est éditée.

## Édition33 Tours

### Titres
| 1. | Alys en cinémascope | Luc Plamondon | Germain Gauthier | 4:20 |
| 2. | J'ai douze ans      | Luc Plamondon | Germain Gauthier | 4:04 |
| 3. | Une fille funky     | Luc Plamondon | Germain Gauthier | 4:40 |
| 4. | Cinq à sept         | Luc Plamondon | Germain Gauthier | 5:00 |
| 5. | Strip Tease         | Luc Plamondon | Germain Gauthier | 4:30 |

| 1. | Weekend sur la lune        | Luc Plamondon | Germain Gauthier     | 6:06 |
| 2. | Le Parc Belmont            | Luc Plamondon | Christian Saint-Roch | 6:16 |
| 3. | Fellini                    | Luc Plamondon | Christian Saint-Roch | 4:50 |
| 4. | Hymne à la beauté du monde | Luc Plamondon | Christian Saint-Roch | 2:15 |

## Crédits
- Musiciens :
  - Piano : Tom Canning
  - Guitare acoustique sur J'ai Douze Ans : Claude Engel
  - Basse : Paul Stallworth
  - Chœurs sur Strip Tease : Germain Gauthier, Jay Boivin
  - Voix sur Alys En Cinemascope : Jacques Normand
  - Violons sur Hymne A La Beauté Du Monde : Ensemble Des Petits Violons
  - Batterie : Jim Keltner
  - Arrangements des cuivres : Denny Christianson
  - Arrangements des cordes : Jean Cousineau
  - Direction musicale : Paul Stallworth
- Ingénieurs du son : David Zammit, Ian Terry, Jehol Van Bay
- Réalisation : Amérylis Inc, Ian Terry, Luc Plamondon